# Youri Faline
Youri Pavlovitch Faline (russe : Юрий Павлович Фалин), né le 2 avril 1937 à Moscou, à l'époque en Union soviétique, aujourd'hui en Russie et décédé le 3 novembre 2003 dans la même ville, est un joueur de football international soviétique (russe) qui évoluait au poste d'attaquant et de milieu de terrain, avant de devenir ensuite entraîneur.

## Biographie

### Carrière de joueur

#### Carrière en club
Au cours de sa carrière en club, il remporte deux championnats d'URSS et trois Coupes d'URSS.

#### Carrière en sélection
Avec l'équipe d'URSS, il joue 3 matchs (pour aucun but inscrit) entre 1958 et 1964. 
Il joue son premier match en équipe nationale le 18 mai 1958 contre l'Angleterre et son dernier le 4 novembre 1964 contre l'Algérie.
Il figure dans le groupe des sélectionnés lors de la coupe du monde de 1958. Lors du mondial, il joue un match contre l'équipe d'Angleterre.

## Statistiques
| Saison                | Club                  | Championnat           | Championnat | Championnat | Coupe(s) nationale(s) | Coupe(s) nationale(s) | Total | Total |
| Saison                | Club                  | Division              | M.          | B.          | M.                    | B.                    | M.    | B.    |
| 1955                  | Torpedo Moscou        | D1                    | 3           | 0           | -                     | -                     | 3     | 0     |
| 1956                  | Torpedo Moscou        | D1                    | 3           | 2           | -                     | -                     | 3     | 2     |
| 1957                  | Torpedo Moscou        | D1                    | 20          | 6           | 4                     | 3                     | 24    | 9     |
| 1958                  | Torpedo Moscou        | D1                    | 22          | 9           | 4                     | 3                     | 26    | 12    |
| 1959                  | Torpedo Moscou        | D1                    | 21          | 7           | 1                     | 0                     | 22    | 7     |
| 1960                  | Torpedo Moscou        | D1                    | 23          | 9           | -                     | -                     | 23    | 9     |
| Sous-total            | Sous-total            | Sous-total            | 92          | 33          | 9                     | 6                     | 101   | 39    |
| 1961                  | Spartak Moscou        | D1                    | 21          | 9           | 1                     | 0                     | 22    | 9     |
| 1962                  | Spartak Moscou        | D1                    | 28          | 8           | 1                     | 1                     | 29    | 9     |
| 1963                  | Spartak Moscou        | D1                    | 35          | 9           | 5                     | 3                     | 40    | 12    |
| 1964                  | Spartak Moscou        | D1                    | 25          | 5           | 4                     | 1                     | 29    | 6     |
| 1965                  | Spartak Moscou        | D1                    | 17          | 1           | 6                     | 0                     | 23    | 1     |
| Sous-total            | Sous-total            | Sous-total            | 126         | 32          | 17                    | 5                     | 143   | 37    |
| 1966                  | Kaïrat Alma-Ata       | D1                    | 21          | 4           | 2                     | 0                     | 23    | 4     |
| 1967                  | Spartak Moscou        | D1                    | 7           | 3           | 1                     | 1                     | 8     | 4     |
| 1968                  | Chinnik Iaroslavl     | D2                    | 10          | 0           | 2                     | 0                     | 12    | 0     |
| Sous-total            | Sous-total            | Sous-total            | 38          | 7           | 5                     | 1                     | 43    | 8     |
| Total sur la carrière | Total sur la carrière | Total sur la carrière | 256         | 72          | 31                    | 12                    | 287   | 84    |

## Palmarès
| Torpedo Moscou - Championnat d'Union soviétique (1) : - Champion : 1960. - Coupe d'Union soviétique (1) : - Vainqueur : 1960. - Finaliste : 1958. |  | Spartak Moscou - Championnat d'Union soviétique (1) : - Champion : 1962. - Coupe d'Union soviétique (2) : - Vainqueur : 1963 et 1965. |